# Portugalia na Zimowych Igrzyskach Olimpijskich 1952
Portugalię na Zimowych Igrzyskach Olimpijskich 1952 reprezentował 1 zawodnik.

## Wyniki

### Narciarstwo alpejskie
Zjazd mężczyzn:
- Duarte Espírito Santo Silva — 3:58.4 (→ 69. miejsce)